# Rochakhmed
Rochakhmed är en ort i Azerbajdzjan.   Den ligger i distriktet Balakən Rayonu, i den nordvästra delen av landet, 300 km väster om huvudstaden Baku. Rochakhmed ligger 240 meter över havet och antalet invånare är 428.
Terrängen runt Rochakhmed är platt åt sydväst, men åt nordost är den kuperad. Närmaste större samhälle är Belokany, 8,4 km norr om Rochakhmed.
Omgivningarna runt Rochakhmed är en mosaik av jordbruksmark och naturlig växtlighet. Runt Rochakhmed är det ganska tätbefolkat, med 96 invånare per kvadratkilometer.